# Carmen Kroll
Carmen Mercedes Kroll (* 15. April 1992 in Düsseldorf), auch bekannt als Carmushka, ist eine deutsche Influencerin, Webvideoproduzentin, Buchautorin und Unternehmerin.

## Leben
Carmen Kroll wurde in Düsseldorf geboren und hat polnische Wurzeln. Sie studierte nach ihrem Abitur Anglistik und Germanistik an der Heinrich-Heine-Universität in Düsseldorf und arbeitete nebenbei als Verkäuferin bei einer großen Modekette. Erstmals bekannt wurde Carmen Kroll durch ihre erfolgreichen Teilnahmen an den Miss Düsseldorf und Miss Nordrhein-Westfalen-Wahlen. Im Oktober 2018 heiratete Carmen Kroll ihren Unternehmerfreund Niclas. Im August 2020 kam deren gemeinsame Tochter auf die Welt. Im Februar 2025 wurde die zweite gemeinsame Tochter geboren.

## Karriere
Ihre Karriere als Influencerin startete Carmen Kroll unter dem Namen Carmushka auf den Sozialen Netzwerken Facebook und Snapchat. Seit 2016 nutzt sie Instagram, um Posts zu den Themen Mode, Beauty, Baby und Lifehacks zu teilen. Mit einer Followerschaft von 1,1 Millionen Menschen (Stand: Dezember 2022), gehört sie heute zu den „erfolgreichsten Influencerinnen Deutschlands“. Durch diese Reichweite wurde Kroll unter anderem als Marken-Botschaftlerin von Kapten and Son, Pandora und Zalando eingesetzt. Auch auf den Plattformen TikTok und YouTube ist sie vertreten. Darüber hinaus behandelt die Influencerin auf ihrem Blog Erfahrungen und Tipps rund um die Bereiche Arbeitsorganisation, Selbstfindung, Schwangerschaft, Reisen, Mode und Selbstinszenierung auf Instagram. Auch die überregionale Presse berichtet über Carmushka, z. B. über ihr Unternehmen, ihr Privatleben und ihr soziales Engagement.
Vor einigen Jahren rief Carmen Kroll das Coaching-Format The House of Carmushka ins Leben. Ziel des Formats ist es Influencern Tipps an die Hand zu geben, sich auf Social Media einen Namen zu machen. In ihrem Programm lädt Carmen Kroll in der Regel zehn Creatorinnen für eine Woche ein, um in verschiedenen Workshops, Challenges und anderen Aktivitäten zu zeigen, wie man auf Social Media erfolgreich wird.
Im Juni 2021 veröffentlichte sie ihren Bestseller Mein Kopf, ein Universum. Seit 2022 ist sie Chefredakteurin ihrer eigenen Zeitschrift Things We Write.

## Unternehmerin
Im Jahr 2018 gründete Carmen Kroll gemeinsam mit Influencerin Ana Johnson und Designerin Julia Zwingenberg ihr eigenes Modelabel Oh April. Seit Anfang 2023 wird das Unternehmen neben Carmen Kroll allerdings von Alina Zachries geführt. Im Jahr 2020 gründeten Carmen Kroll und Julia Zwingenberg mit Mamushka noch ein weiteres Unternehmen, welches sich auf Baby-Kleidung spezialisiert. Schließlich investierte Carmen Kroll im September 2022 in das Babypflegeprodukte Start-Up baybies, von dem sie heute Head of Creation ist.

## Soziales Engagement
Eines der größten Projekte von Carmen Kroll ist der Bau des Carmushka School Centers in Malawi. Finanziert wurde das Projekt durch einen Spendenaufruf auf Instagram und durch die eigene Spende von 10.000 Euro. In der Presse wird dieses Engagement teilweise auch kritisch und als Teil einer Selbstinszenierung gesehen.

## Auszeichnungen
- Miss Düsseldorf (2015)[1]
- Miss Nordrhein-Westfalen (2015)[1]

## Veröffentlichungen
- Mein Kopf, ein Universum. Heinen Lovebrands, Münster 2021, ISBN 978-3-9821206-3-8.
- Mein Knopf, ein Universum. Community Editions, Köln 2024, ISBN 978-3-96096-389-9.
- Wenn das Universum antwortet. Workbook zu „Mein Kopf, ein Universum“. Heinen Lovebrands, Münster 2021, ISBN 978-3-9821206-4-5.